# Juodmena (Jonava)

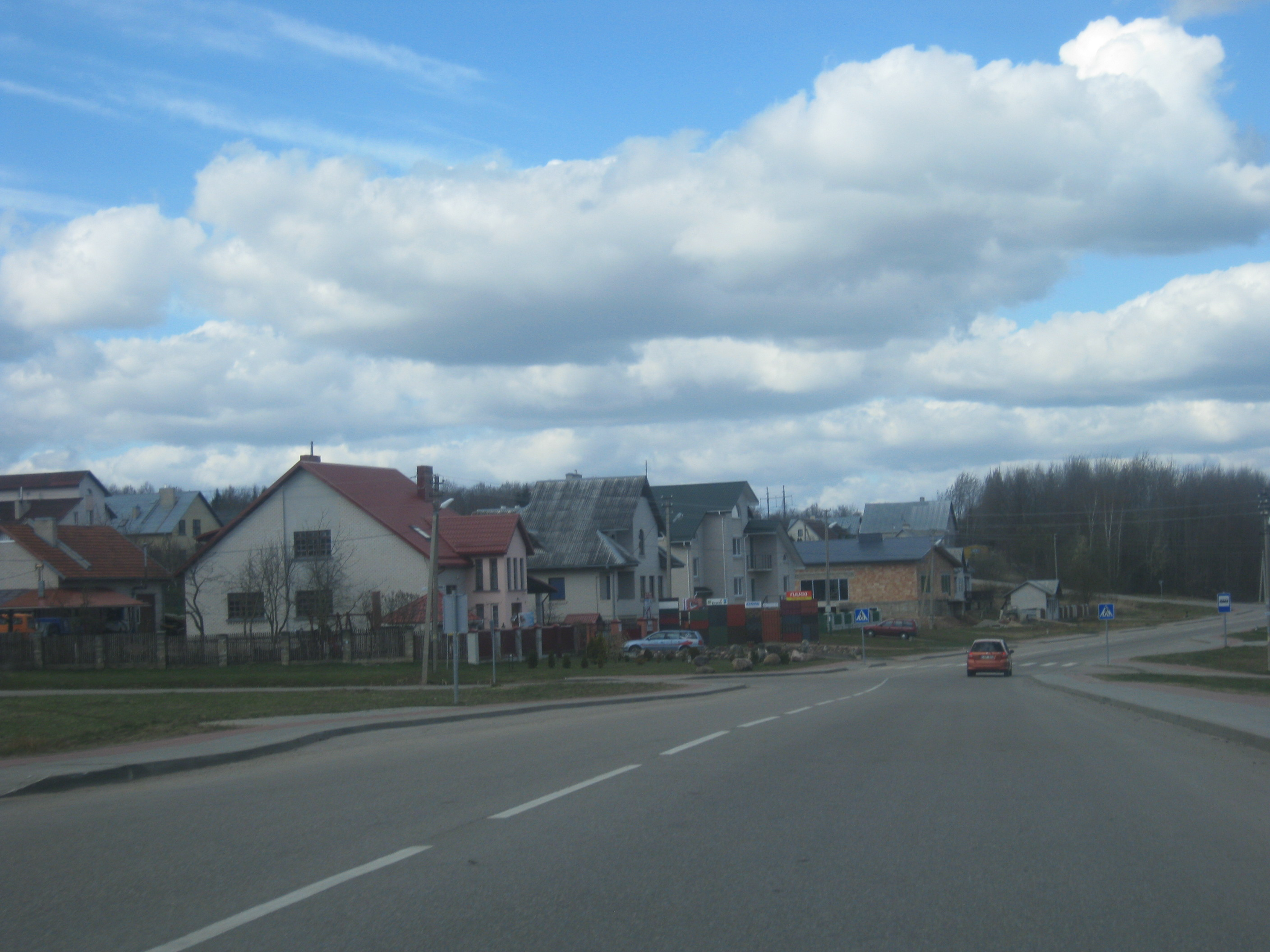
Juodmena

Juodmena ist der nordwestliche Stadtteil der litauischen Stadt Jonava im Bezirk Kaunas. Die besiedelte Wohngegend befindet sich umseits der Petras-Vaičiūnas-Straße. Juodmena grenzt sich an Rimkai. Der Name des Stadtteils stammt vom Fluss Juodmena, des rechten Nebenflüsses der Varnaka (Neris-System) in der Rajongemeinde Jonava. Es gibt Familienklinik Juodmena (UAB „Juodmenos šeimos klinika“). Der Wahlbezirk Juodmena (im Wahlkreis Jonava) hat 3703 Wahlberechtigte.

## Quelle
1. ↑  VRK (Wahlkreis Jonava; PDF-Datei; 231 kB)